# Лінус Штрасер
Лінус Штрасер (нім. Linus Straßer) — німецький гірськолижник, медаліст чемпіонату світу.
Бронзову медаль чемпіонату світ Штрасер виборов у командних  змаганнях з паралельного слалому на світовій першості 2021 року, що проходила в італійській Кортіні-д'Ампеццо.

## Виступи на Олімпійських іграх
| Рік  | Місце проведення          | СЛ  | ГС   | СГ | ШС | КМ   | КЗ |
| ---- | ------------------------- | --- | ---- | -- | -- | ---- | -- |
| 2018 | Пхьончхан, Південна Корея | DNF | 22   | —  | —  | DNF2 | 5  |
| 2022 | Пекін, Китай              | 7   | DNF1 | —  | —  | —    | 2  |